# Without You (canção de Debbie Gibson)
"Without You" (ウ ィ ズ ア ウ ト ・ ユ ー, Uizuauto Yū) é um single da cantora e compositora americana Debbie Gibson. Escrito por Gibson e Tatsuro Yamashita, o single foi lançado exclusivamente no Japão em novembro de 1990 pela Warner Pioneer sob o selo Atlantic. Foi apresentada na série de drama da TV japonesa Otoko ni Tsuite (About Men), exibida na TBS em 1990, e alcançou a posição 26 na parada japonesa da Oricon. Também recebeu certificado de ouro em novembro de 1990 pela RIAJ.
Um ano após seu lançamento, Yamashita reescreveu a música como "Sayonara Natsu no Hi" (さ よ な ら 夏 の 日, "Goodbye, Summer Day"). A interpretação de Yamashita foi usada como um dos singles principais de seu álbum Artisan, e obteve mais sucesso comercial do que a gravação original.

## Lista de faixas
Todas as faixas foram escritas por Deborah Gibson e Tatsuro Yamashita.
Japanese 3” CD Single
1. Without You ウィズアウト・ユー 4:20
2. Without You (Instrumental) ウィズアウト・ユー 4:17